# Onrusrivier
Onrusrivier is een dorp in de regio West-Kaap in Zuid-Afrika. De plaats is gelegen in de gemeente Overstrand.